# Lijst van Nederlandse staatssecretarissen van Volksgezondheid, Welzijn en Sport
Dit is een lijst van Nederlandse staatssecretarissen van Volksgezondheid, Welzijn en Sport.
| Kabinet                                                                        | Periode     | Staatssecretaris                       | Bijzonderheden                                                           |
| ------------------------------------------------------------------------------ | ----------- | -------------------------------------- | ------------------------------------------------------------------------ |
| Vanaf 15 september 1951 staatssecretaris van Sociale Zaken en Volksgezondheid. |             |                                        |                                                                          |
| Kabinet-Drees I                                                                | 1951 - 1952 | Piet Muntendam                         | Tot 15 september heet het ministerie Sociale Zaken                       |
| Kabinet-Drees II                                                               | 1952 - 1956 | Piet Muntendam                         | afgetreden op 1 oktober 1953                                             |
| Kabinet-Drees III                                                              | 1956 - 1958 | -                                      |                                                                          |
| Kabinet-Beel II                                                                | 1958 - 1959 | -                                      |                                                                          |
| Kabinet-De Quay                                                                | 1959 - 1963 | -                                      |                                                                          |
| Kabinet-Marijnen                                                               | 1963 - 1965 | Louis Bartels                          |                                                                          |
| Kabinet-Cals                                                                   | 1965 - 1966 | Louis Bartels                          |                                                                          |
| Kabinet-Zijlstra                                                               | 1966 - 1967 | Louis Bartels                          |                                                                          |
| Kabinet-De Jong                                                                | 1967 - 1971 | Roelof Kruisinga                       |                                                                          |
| Kabinet                                                                        | Periode     | Staatssecretaris                       | Bijzonderheden                                                           |
| Vanaf 1971 staatssecretaris van Volksgezondheid en Milieuhygiëne.              |             |                                        |                                                                          |
| Kabinet-Biesheuvel I                                                           | 1971-1972   | -                                      |                                                                          |
| Kabinet-Biesheuvel II                                                          | 1972-1973   | -                                      |                                                                          |
| Kabinet-Den Uyl                                                                | 1973-1977   | Jo Hendriks                            |                                                                          |
| Kabinet-Van Agt I                                                              | 1977-1981   | Els Veder-Smit                         |                                                                          |
| Kabinet-Van Agt II                                                             | 1981-1982   | Ineke Lambers-Hacquebard               |                                                                          |
| Kabinet-Van Agt III                                                            | 1982-1982   | Ineke Lambers-Hacquebard               |                                                                          |
| Kabinet                                                                        | Periode     | Staatssecretaris                       | Bijzonderheden                                                           |
| Vanaf 1982 staatssecretaris van Welzijn, Volksgezondheid en Cultuur.           |             |                                        |                                                                          |
| kabinet-Lubbers I                                                              | 1982-1986   | Joop van der Reijden                   |                                                                          |
| kabinet-Lubbers II                                                             | 1986-1989   | Dick Dees                              |                                                                          |
| kabinet-Lubbers III                                                            | 1989-1994   | Hans Simons                            | afgetreden op 26 februari 1994                                           |
| Kabinet                                                                        | Periode     | Staatssecretaris                       | Bijzonderheden                                                           |
| Vanaf 1994 staatssecretaris van Volksgezondheid, Welzijn en Sport.             |             |                                        |                                                                          |
| kabinet-Kok I                                                                  | 1994-1998   | Erica Terpstra                         |                                                                          |
| kabinet-Kok II                                                                 | 1998-2002   | Margo Vliegenthart                     |                                                                          |
| kabinet-Balkenende I                                                           | 2002-2003   | Clémence Ross-van Dorp                 |                                                                          |
| kabinet-Balkenende II                                                          | 2003-2006   | Clémence Ross-van Dorp                 |                                                                          |
| kabinet-Balkenende III                                                         | 2006-2007   | Clémence Ross-van Dorp                 |                                                                          |
| kabinet-Balkenende IV                                                          | 2007-2010   | Jet Bussemaker                         | afgetreden op 23 februari 2010                                           |
| kabinet-Rutte I                                                                | 2010-2012   | Marlies Veldhuijzen van Zanten-Hyllner | Onder andere AWBZ, ouderenbeleid, veteranenbeleid, WMO en sociaal beleid |
| kabinet-Rutte II                                                               | 2012-2017   | Martin van Rijn                        |                                                                          |
| kabinet-Rutte III                                                              | 2017-2022   | Paul Blokhuis                          | GGZ, maatschappelijke diensttijd en gezondheidsbevordering               |
| kabinet-Rutte IV                                                               | 2022-2024   | Maarten van Ooijen                     | Jeugd en Preventie                                                       |
| kabinet-Schoof                                                                 | 2024-2025   | Vicky Maeijer                          | Langdurige en Maatschappelijke Zorg afgetreden op 3 juni 2025            |
| kabinet-Schoof                                                                 | 2024-2025   | Vincent Karremans                      | Jeugd, Preventie en Sport benoemd tot minister van Economische Zaken     |
| kabinet-Schoof                                                                 | 2025-heden  | Nicki Pouw-Verweij                     | Langdurige en Maatschappelijke Zorg                                      |
| kabinet-Schoof                                                                 | 2025-heden  | Judith Tielen                          | Jeugd, Preventie en Sport                                                |

Binnenlandse Zaken en Koninkrijksrelaties · Buitenlandse Zaken · Defensie · Economische Zaken · Financiën · Justitie · Landbouw, Natuur en Voedselkwaliteit · Onderwijs, Cultuur en Wetenschap · Sociale Zaken en Werkgelegenheid · Verkeer en Waterstaat · Volksgezondheid, Welzijn en Sport

Staatssecretariaten op voormalige ministeries: Volkshuisvesting, Ruimtelijke Ordening en Milieubeheer